# Auguste Burdeau
Auguste-Laurent Burdeau (Lyon, 1851. szeptember 10. – Párizs, 1894. december 12.) francia bölcsész, író és politikus.

## Életrajza
Szegény szülők gyermeke volt. Elemi iskoláit Párizsban végezte. 1870-ben önkéntesként harcolt a porosz–francia háborúban, de Sedannál megsebesült és a németek fogságába esett, akik Bajorországba internálták. A háború után a filozófia tanára lett Saint-Étienne-ben. 1879-ben indította a Bulletin de Correspondance universitaire-t. 1880-ban Párizsba hívták a Nagy Lajos Líceum tanárának. 1881-ben Paul Bert közoktatásügyi miniszter hivatalfőnökké nevezte ki, de erről a pozícióról 1882-ben leköszönt. 1885 októberében Rhône megyében megválasztották képviselőnek; a radikálisokhoz csatlakozott és közoktatásügyi kérdésekben szólalt fel leginkább. A II. Vilmos német császár által a munkásosztály érdekében 1890 márciusában Berlinbe összehívott nemzetközi gyűlésen Burdeau képviselte Franciaországot, a kamara pedig a pénzügyi bizottság előadójának választotta meg.
Lefordította Herbert Spencer «Essay»-ét (1877-83, 3 kötet), továbbá Arthur Schopenhauer Grundprobleme der Ethik (1888, 3 kiad.) és Die Welt als Wille und Vorstellung (1888, 2 kötet) című műveit. 1882-ben kidolgozta a L'instruction morale á l'école című munkát. Számos folyóirat munkatársa volt. 1892. február 27-én a közmunkák minisztere lett a Émile Loubet kormányában. Amikor Édouard Drumont antiszemita agitátor a Libre Parole-ban a francia bank privilégiumának meghosszabbítása fölött folyó vita alkalmával megvásárolt egyénnek nevezte, Burdeau pert indított ellene, és a rágalmazót három hónapra ítélték. 1892. július 13-án Burdeau a megbuktatott Cavaignac helyett átvette a tengerészeti minisztérium vezetését és rá tudta venni a kamarát a Cavaignac által kért 40 milliónyi póthitel megszavazására. 1893 februárjában a Loubet-kormány többi tagjával együtt lemondott állásáról. Május 31-én megválasztották a költségvetési bizottság előadójává.